# Georgi Bacsev
Georgi Bacsev (bolgár nyelven: Георги Бачев) (Blagoevgrad, 1977. április 18. –) bolgár válogatott labdarúgó, edző.

## Pályafutása
Karrierje során szerepelt a Pirin Blagoevgrad, a Levszki Szofija, a Szlavija Szofija és a Vihren Szandanszki együtteseiben.
1997 és 1999 között volt a bolgár labdarúgó-válogatott tagja 16 mérkőzésen. A válogatott tagjaként részt vett az 1998-as világbajnokságon.

## Sikerei, díjai
- Levszki Szofija
  - Bolgár bajnok: 2000–01, 2001–02
  - Bolgár kupa: 2001–02, 2002–03